# Aleksandar Gavrić
Aleksandar Gavrić (* 28. Mai 1932 in Belgrad, Serbien; † 6. Dezember 1972 in Inđija, Serbien) war ein jugoslawischer Schauspieler.

## Leben
Gavrić wurde vor allem durch seine Schurkendarstellungen in den Karl-May-Filmen Winnetou 3. Teil (1965) und Winnetou und sein Freund Old Firehand (1966) bekannt. Darüber hinaus war er als Hauptdarsteller in verschiedenen jugoslawischen Filmproduktionen zu sehen. Er starb 1972 im Alter von 40 Jahren bei einem Verkehrsunfall zusammen mit seiner 18-jährigen Freundin Jasmina Lisac.

## Filmografie (Auswahl)
- 1964: Teufel im Fleisch
- 1964: Mars na Drinu
- 1965: Mädchen für die Soldaten (Le soldatesse)
- 1965: Winnetou 3. Teil
- 1966: Hermann der Cherusker (Il massacro della foresta nera)
- 1966: Winnetou und sein Freund Old Firehand
- 1966: Bis zum Sieg und weiter (Do pobedata i no nea)
- 1968: Operation Beograd (Operacija Beograd)
- 1968: Heroin